# 石山圳
石山圳為臺灣臺東縣臺東市境內的一座小型灌溉水圳系統，該水圳另有"石川圳"之別名，目前由臺東農田水利會台東工作站進行管理與維護。
石山圳幹線全長1.67公里，總實際灌溉面積約184公頃

## 設施

### 進水口
石山圳目前分有舊進水口與新進水口。舊進水口位於台東大橋下方，進水量為每秒1.000C.M.S.，而因石山圳新進水口至舊進水口之間有兩條明渠圳路，雨後時常發生鄰近利吉惡地泥沙滑落至圳路之狀況，故舊進水口雖已無取水功能，但仍保留作為圳路淤積緊急排砂之功效。

### 導水設施
石山圳共有幹線一條，主要支線兩條、輔助支線四條。
| 圳路名稱           | 圳道類型 | 圳道長度（單位：公尺） |
| ------------------ | -------- | ---------------------- |
| 石山圳幹線         | 幹線     | 1675.34                |
| 富岡支線           | 支線     | 3662.09                |
| 石山支線           | 支線     | 1170.0                 |
| 石山圳輔助第一支線 | 支線     | 2349.95                |
| 石山圳輔助第二支線 | 支線     | 865.67                 |
| 石山圳輔助第三支線 | 支線     | 806.21                 |
| 石山圳輔助第四支線 | 支線     | 597.12                 |

## 改善工程
石山圳前方即為臺東縣利吉惡地，其山腳極易遭洪水掏刷產生崩塌，致卑南溪下游河床的塵土在東北季風時容易揚塵造成台東市區被風沙籠罩。再加上石山圳在利吉堤防尚未建立前，往年來僅以礫石土堤做為期長達兩公里的引水道防護與導水措施，每逢颱風卑南溪溪水暴漲常會將土堤沖毀。
為一勞永逸，行政院經濟部水利署第八河川局耗資新台幣2億1,000萬元將石山圳進水口往前移約2公里至利吉堤防堤頭處，與堤防共構，整體工程（含堤防及石山圳進水口）自民國99年起至103年，陸續完成護岸、排水路及水門等工程。總計堤防完工長度1910公尺、排水路1580公尺及進出排水門共5座。

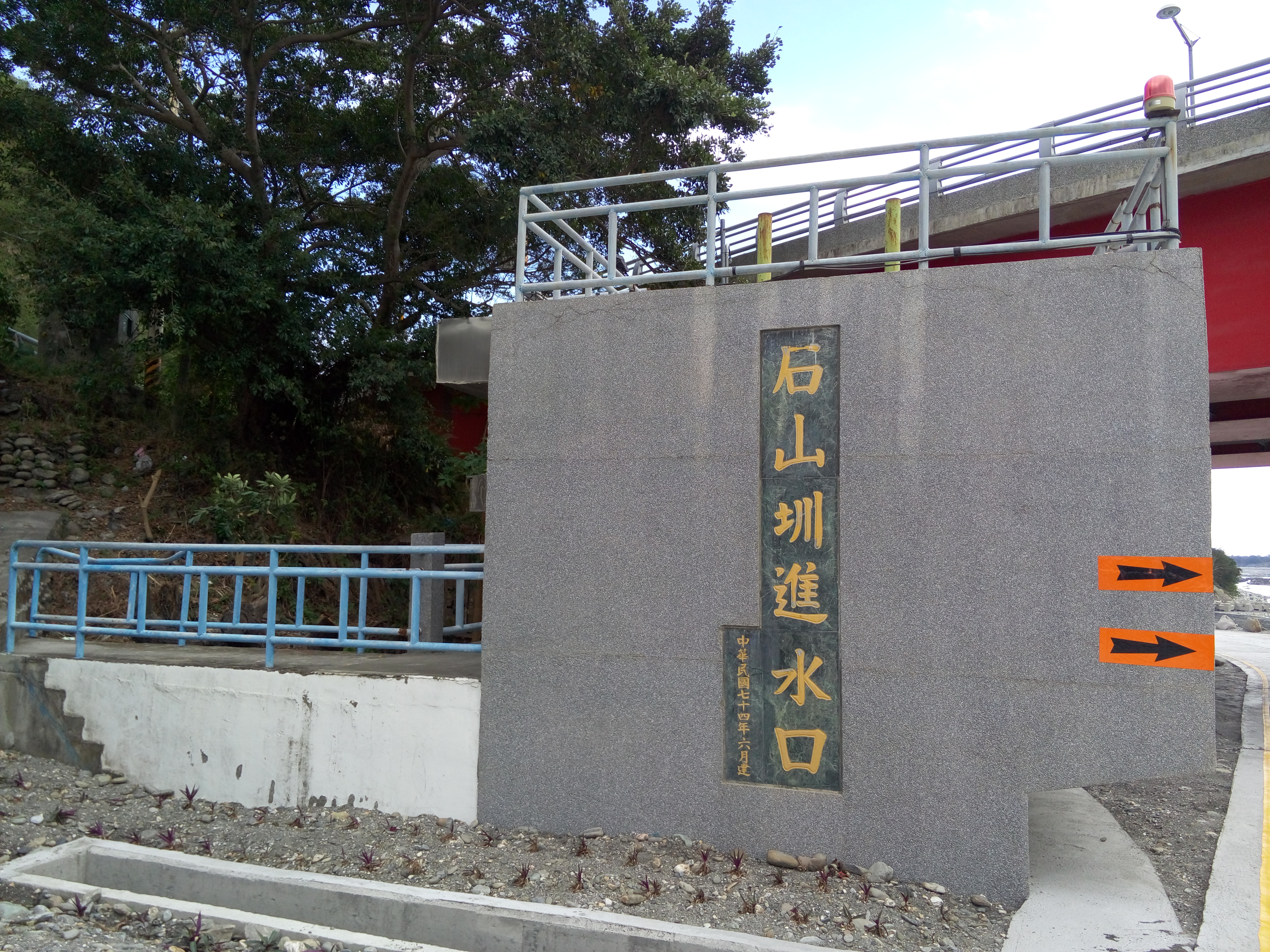
石山圳舊進水口
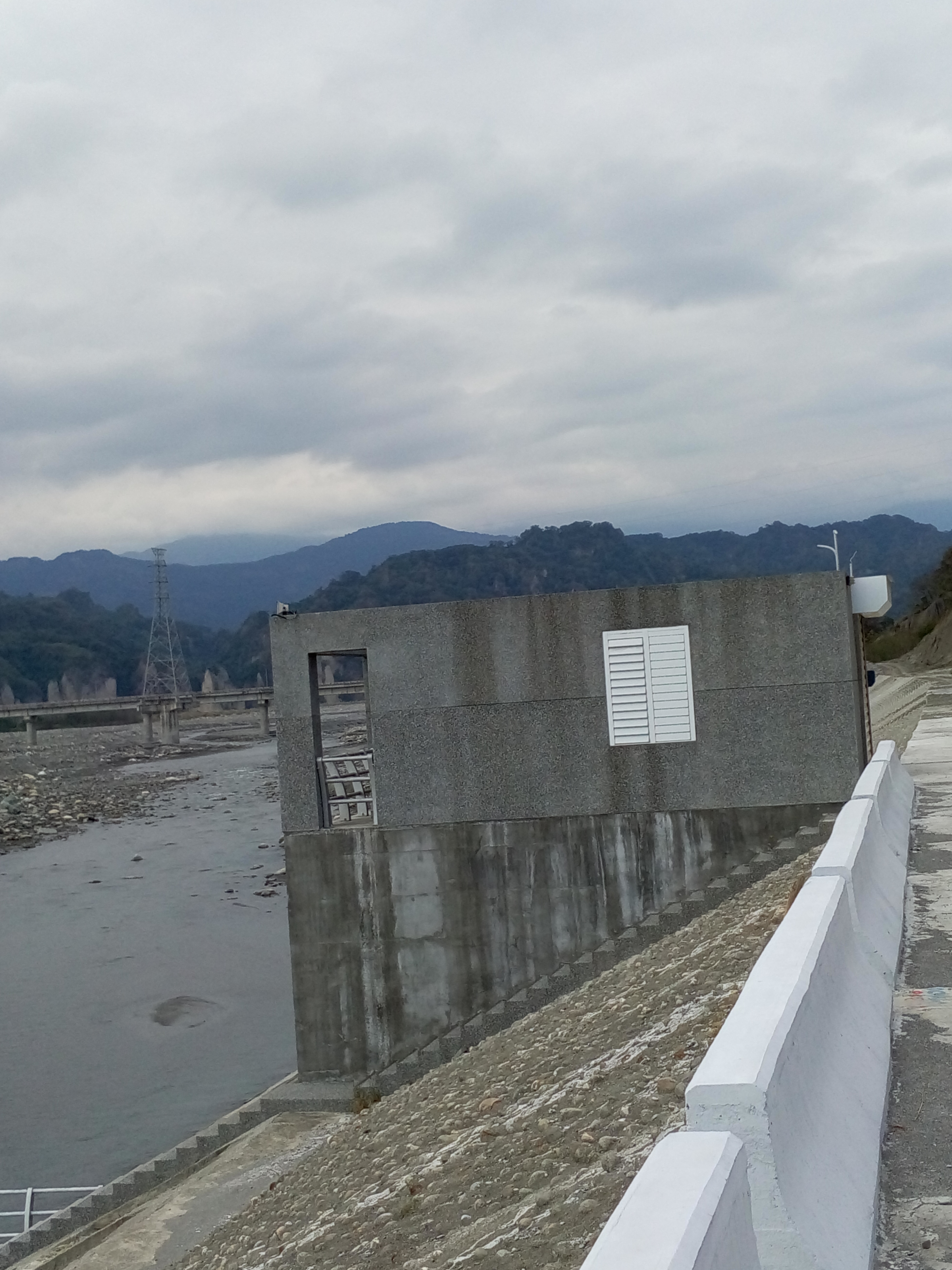
民國103年新建完成的石山圳新進水口

## 周遭景點
- 台東大橋
- 利吉惡地
- 卑南大圳
- 利吉溫泉

## 資料來源
1. ↑  .   [2014-12-12]. （原始内容存档于2014-12-08）.
2. ↑  .   [2015-01-22]. （原始内容存档于2015-01-22）.
3. 1 2  .   [2014-12-12]. （原始内容存档于2014-12-13）.